# ジュリス
ジュリス（アラビア語: جولس、ヘブライ語: ג'וּלִס‎） はイスラエルの北部地区に属する町で地域評議会に定められている。地中海沿岸のアッコから約10km離れた内陸部に位置する。
ジュリスはイスラム教の少数派であるドゥルーズ派の居住地として知られる。住民は全てドゥルーズ派の信徒であり、その多くがドゥルーズ派特有の衣服を着用している。イスラエル、シリア、レバノンのドゥルーズ派の指導者であるアミーン・タリーフはジュリスの出身で、この町で生涯を送った。

## 歴史

### オスマン帝国時代
1596年のオスマン帝国のデフテル（徴税簿）によれば、ジュリスの人口の大部分はイスラム教徒であり、79世帯を抱えていた。16世紀のジュリスにはイスラム教徒以外にユダヤ教徒の住民もわずかに存在していた。ジュリスで生産された農産物のうち、小麦、大麦、「夏の穀物」、果樹、「ヤギと蜂」に課税されていた。また、ジュリスにはオリーブ油やブドウのシロップを製造するための圧縮機も備えられていた。
18世紀初頭のジュリスは地域における主要な綿花の産地となっていた。アッコの知事の直轄下に置かれるサーヒル・アッカ（「アッコの海岸」の意）では普通税が免除されており、18世紀後半のジュリスはサーヒル・アッカの分区に存在する5つの村に含まれていた。1799年のナポレオンのエジプト・シリア遠征の際にフランス人ピエール・ジャコタンによって作成された地図では、ジュリスは「Gioules」と表記されている。
1875年にフランスの探検家ビクトル・ゲランはDjoulesと呼ぶ村を訪れた。彼は「ジュリスに到着する前、私は多くの貯水槽が建ち並ぶ小さな台地に出くわした。貯水池と近代的な家屋の建材になっている切り出された石材は、ジュリスが古代の町や村落の跡に建てられている事を示している。」と記録した。1881年にパレスチナ探査基金によって作成された「西パレスチナの調査（Survey of Western Palestine ）」では、ジュリスについて「村は石造りで、約200人のドゥルーズ派の信徒が住み、周囲をオリーブと耕地に囲まれている」と報告されている。

### イギリス統治時代
イギリスの委任統治下によって実施された1922年の国勢調査によると当時のジュリスの人口は446人で、442人のドゥルーズ派の信徒、3人のキリスト教徒、1人の他の宗派のイスラム教徒で構成されていた。3人のキリスト教徒の全てが正教を信仰していた 。1931年の国勢調査ではジュリスの人口は614人に増加しており、586人のドゥルーズ派の信徒、26人のキリスト教徒、2人の他の宗派のイスラム教徒が居住し、123の世帯が存在していた。
公式の土地・人口調査の結果によると、1945年のジュリスの人口は820人で全員がアラブ人で占められており、町の総面積は14,708ドゥナムだった。1,347ドゥナムは農地と灌漑に使用され、6,568ドゥナムで穀物が生産され、63ドゥナムは建物が密集する区域だった。

### 1948年、その後
第一次中東戦争時、1948年7月8日から14日にかけて行われたデケル作戦でジュリスはイスラエル軍によって占領される。近隣の多くの村と異なり、ジュリスの住民は自宅に留め置かれた。
1967年にジュリスはイスラエル国の地域評議会に指定され、Salman Hinoが議長となった。2007年末の人口は5,400人と推定されている。

## 名所
- ドゥルーズ・センター・ハウス
- マカーム・シャイフ・アル＝ファルシ - 旧村落の南に位置し、二つの建物で構成されている。建物の片方はドームであり、開放された区域にはシャイフ・アル＝ファルシの生涯を記録した碑文とともに2つの慰霊碑が建つ。
- シャイフ・アリー・ファーリスの洞窟 - ジュリスから北東2kmの地点に存在する。

## 主な出身者
- アミーン・タリーフ（英語版）
- サラーフ・タリーフ（英語版）